# Merwan Rim
Merwan Rim, właściwie Mourad Merwan Rim (ur. 13 lipca 1977 w Sarcelles, w regionie Île-de-France, w departamencie Val-d'Oise) – francuski piosenkarz i autor tekstów piosenek, który zdobył popularność w musicalu Król Słońce jako Le Duc de Beaufort.

## Życiorys

### Wczesne lata
Urodził się w skromnej algierskiej rodzinie jako piąte z siedmiorga dzieci, ma pięć sióstr i jednego starszego niepełnosprawnego umysłowo brata. W 1993 roku po wrażeniach z koncertu zespołu U2, w wieku szesnastu lat zaczął uczyć się gry na perkusji. Dwa lata później mając siedemnaście lat rozpoczął naukę gry na gitarze. Po maturze podjął studia na wydziale media audiowizualne i filmoznawstwa. W 1996 roku, trzy tygodnie po diagnozie, jego ojciec zmarł na raka. W latach 1996–99 stał się żywicielem rodziny, pracował jako kierowca na budowie i kierowca ciężarówki, podczas gdy matka dorabiała jako sprzątaczka. W latach 2000–2001 uczył się w szkole muzycznej pod kierunkiem Alice Dony. W 2001 napisał kilka kompozycji w stylu rock electro soul.

### Kariera
Po nieudanym castingu do musicalu Notre-Dame de Paris, dwa tygodnie później został przesłuchany do musicalu Dziesięć przykazań (Les Dix Commandements), w którym zastąpił Ahmeda Mouici i w latach 2001-2003 odtwarzał rolę Ramzesa II w Europie, Kanadzie i Japonii oraz w 2007 roku w Seulu i Korei Południowej. Następnie zagrał postać Dawida w musicalu Maxime Le Forestiera Gladiator (Spartacus le Gladiateur, 2004). Wielkim sukcesem był musical Król Słońce (Le Roi Soleil, 2005-2007), gdzie wystąpił jako Duc de Beaufort, kuzyn Ludwika XIV, a piosenki ze spektaklu zostały nagrane na płytach CD. Zaśpiewał utwór pt. „Etre a la hauteur” z Céline Dion i Christophe Maé.
W 2007 nagrał dwa duety z kanadyjską piosenkarką Marilou Bourdon - „C’était écrit”, który znalazł się na kanadyjskiej wersji płyty Marilou (realizacja: 8 maja 2007), oraz „Danser sur la lune”, który pojawił się w wersji europejskiej płyty Marilou (realizacja: 25 czerwca 2007).
W 2009 zagrał karczmarza i klauna w musicalu Mozart, l'opéra rock, gdzie wykonał piosenki: „La chanson de l’aubergiste” i „Comédie, tragédie”. Brał udział w nagraniu clipu do piosenek: „Le bien qui fait mal” i „C’est bientot la fin”.
W 2012 zdobył nominację do nagrody NRJ Music Award w kategorii „Francuskojęzyczne objawienie roku”.
Wziął udział w nagraniu singla charytatywnego „Je reprends ma route” wspierającego organizację UNITAID, który ukazał się 24 września 2012, wykonanego przez formację Les Voix de l’Enfant (Głos dziecka) w towarzystwie takich wykonawców jak Matt Pokora, Joyce Jonathan, Emmanuel Moire, Marie Myriam, Gérard Lenorman, Florent Mothe, Mikelangelo Loconte, Quentin Mosimann, Pedro Alves i Yannick Noah.
7 października 2015 we Francji miała miejsce premiera francuskiej wersji brazylijskiego filmu animowanego Worms (2013), w którym Merwan Rim wziął udział w dubbingu i użyczał swojego głosu dżdżownicy.
Od lutego do kwietnia 2016 brał udział w nowej trasie koncertowej z musicalem Mozart, l'opéra rock w Korei Południowej. Jednak po kontuzji kolana został zastąpiony przez Sébastiena Agiusa. 30 kwietnia 2016 został ojcem chrzestnym wielkiego wieczoru z okazji 10-lecia szkoły śpiewu „Music’All Studio” (Talant - 21) w Cèdre w Chenôve.
W grudniu 2016 wznowił swoją rolę w musicalu Dziesięć przykazań (Les Dix Commandements). W latach 2018–2019 występował w Chinach i Tajwanie w musicalu Mozart, l'opéra rock także jako dubler Antonia Salieriego i Leopolda.

## Życie prywatne
W lipcu 2007 spotykał się ze Stefanią Grimaldi, księżniczką Monako.
W maju 2007 związał się z dziennikarką Bérangère Noguès. Mają dwóch synów: Romana (ur. 14 stycznia 2009) i Carla (ur. 6 maja 2015).
15 marca 2020, za pośrednictwem Facebooka, poinformował o zarażeniu koronawirusem SARS-CoV-2.
14 lutego 2025 zawarł związek małżeński.

## Dyskografia

### Albumy
- 2012: L'échappée
- 2015: Traverser la nuit

### Single
- 2007: Danser sur la lune (duet z Marilou Bourdon)
- 2011: Vous
- 2012: Mens-moi
- 2012: Un nouveau jour (duet z Jamie Hartman)
- 2015: Hurry Up

### Składanki
- 2009: Des ricochets (dla UNICEF)
- 2012: Je reprends ma route (dla La Voix de l'enfant)
- 2012: Il Suffira d'Un Signe (inni wykonawcy: Amaury Vassili, Baptiste Giabiconi i Dumé dla Génération Goldman)
- 2013: Un, deux, trois (inni wykonawcy: Amandine Bourgeois i Mani Hoffman dla Génération Goldman 2)
- 2014: Piégé w reż. Yannicka Sailleta (muzyka filmowa)
- 2014: Kiss & Love dla Sidaction[16][17]

## Musicale
- 2000, 2001-2003, 2016: Les Dix Commandements (Dziesięć przykazań) jako Ramzes (dublur Ahmeda Mouici i Sofiane)
- 2004: Spartacus le gladiateur jako David (dubler Christophe'a Hérauta)
- 2005: Le Roi Soleil jako Le duc de Beaufort
- 2009-2019: Mozart, l'opéra rock jako karczmarz / klaun / Antonio Salieri (dubler Florenta Mothe)